# Surgimiento de la banca en México

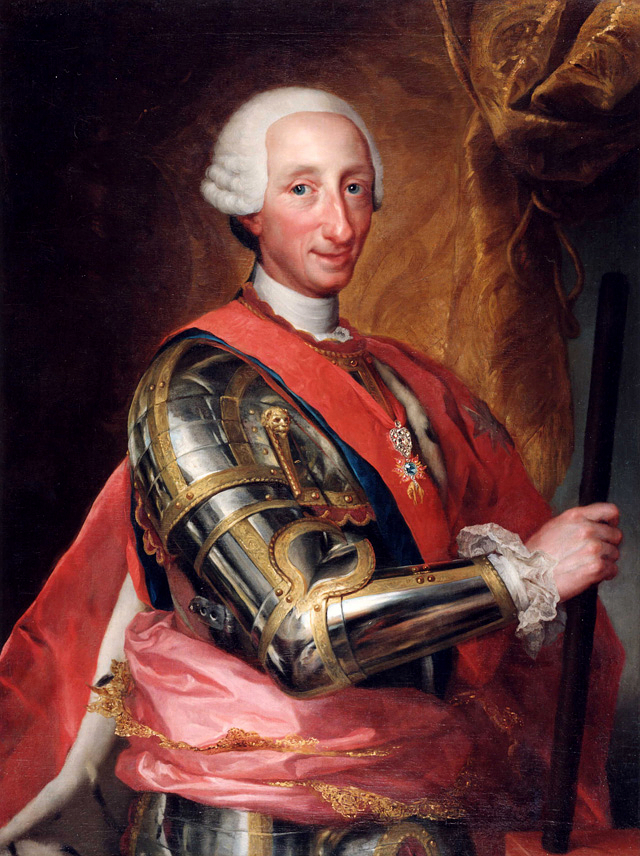
Retrato de Carlos III de España, fundador del Banco de San Carlos en 1782.

El sistema bancario en México con las características de un sistema moderno inició a fines del imperio de Maximiliano y se desarrolló en el Porfiriato, con banca de emisión privada y un banco de Estado, como sucedió en la mayoría de los países occidentales de la época. Antes de ello hubo varias respuestas a la necesidad socioeconómica de hacer funciones de banca, sobre todo en materia de ahorro y crédito.

## La banca en la Nueva España
En la  época colonial y el virreinato, se constituyeron muchos de los fundamentos de la formación del crédito en México.  En la Nueva España las principales funciones de crédito las desempeñaba la Iglesia, que financiaba la agricultura de las haciendas. Cuando había concesiones para explorar un territorio, los titulares de dichas concesiones se financiaban a sí mismos o recibían créditos de otros particulares, sobre sus ganancias futuras.
A finales del siglo XVIII, en 1775, Don Pedro Romero de Terreros fundó el Monte de Piedad de Animas, cuyas operaciones originales eran préstamos prendarios,  depósitos confidenciales,  depósitos legales y remate de aquellas prendas no rescatadas. El Monte funcionó 46 años durante la Colonia (1775 - 1821) y realizó 35 mil préstamos con un valor de entre 400 mil y 600 mil pesos. Durante la época virreinal encabezada por la dinastía Borbón, Carlos III de España fundó  el Banco de San Carlos,  por Cédula Real, en junio de 1782. Debido a los problemas de la época, su manejo fue limitado  y su vida corta, teniendo que entregar sus activos, en 1829, al Banco Español de San Fernando, cuya actividad en la Nueva España pasó desapercibida.
La Iglesia también tuvo un papel importante para lo que se pueden considerar como los inicios de los préstamos hipotecarios, ya que muchos de sus recursos fueron utilizados en los procesos de bienes raíces, lo cual consolidó a esa institución como el primer gran acreedor de la era virreinal. Como parte de las operaciones del clero,  abundaron los arrendamientos e hipotecas con rendimientos moderados de  5% anual . Asimismo, conservó sus funciones de banca de avío para la agricultura. 
Por otro lado,  los Consulados efectuaban muchas de las operaciones características de un banco, ya que recibían depósitos y préstamos para emplearlos en negociaciones; también realizaban operaciones hipotecarias por cuenta de terceros y fungían como tribunales que ventilaban los pleitos crediticios entre comerciantes.

## El crédito en el México independiente
A principios del siglo XIX el crédito era controlado principalmente por los llamados agiotistas o prestamistas, los cuales se conformaban por pequeños grupos de empresarios. A pesar de que en esa época algunos bancos intentaron establecerse, ninguno logró con éxito su consolidación. Tal es el caso del Banco de Avío establecido en 1830 por el entonces Ministro de Relaciones Exteriores, Lucas Alamán. Este banco apoyó esencialmente la incipiente industria del país, como por ejemplo las fábricas de textiles en la región de Puebla. Once años después, dicho banco se extinguió por decreto de Antonio López de Santa Anna.
Hacia 1850, surgieron una serie de uniones de crédito que estaban encaminadas principalmente a apoyar al comercio exterior, en ese entonces la principal exportación de México era la plata. 

## Los bancos del imperio a la república restaurada
Fue en 1864, durante el Imperio de Maximiliano I de México, que se otorgó el registro de apertura al Banco de Londres y México, el primer banco estable dentro de la historia bancaria del país. A la caída del imperio, ese mismo año, los banqueros pidieron al presidente Benito Juárez que les dejara permanecer en México con su negocio, cuestión que fue aprobada.

### Banco de Londres y México

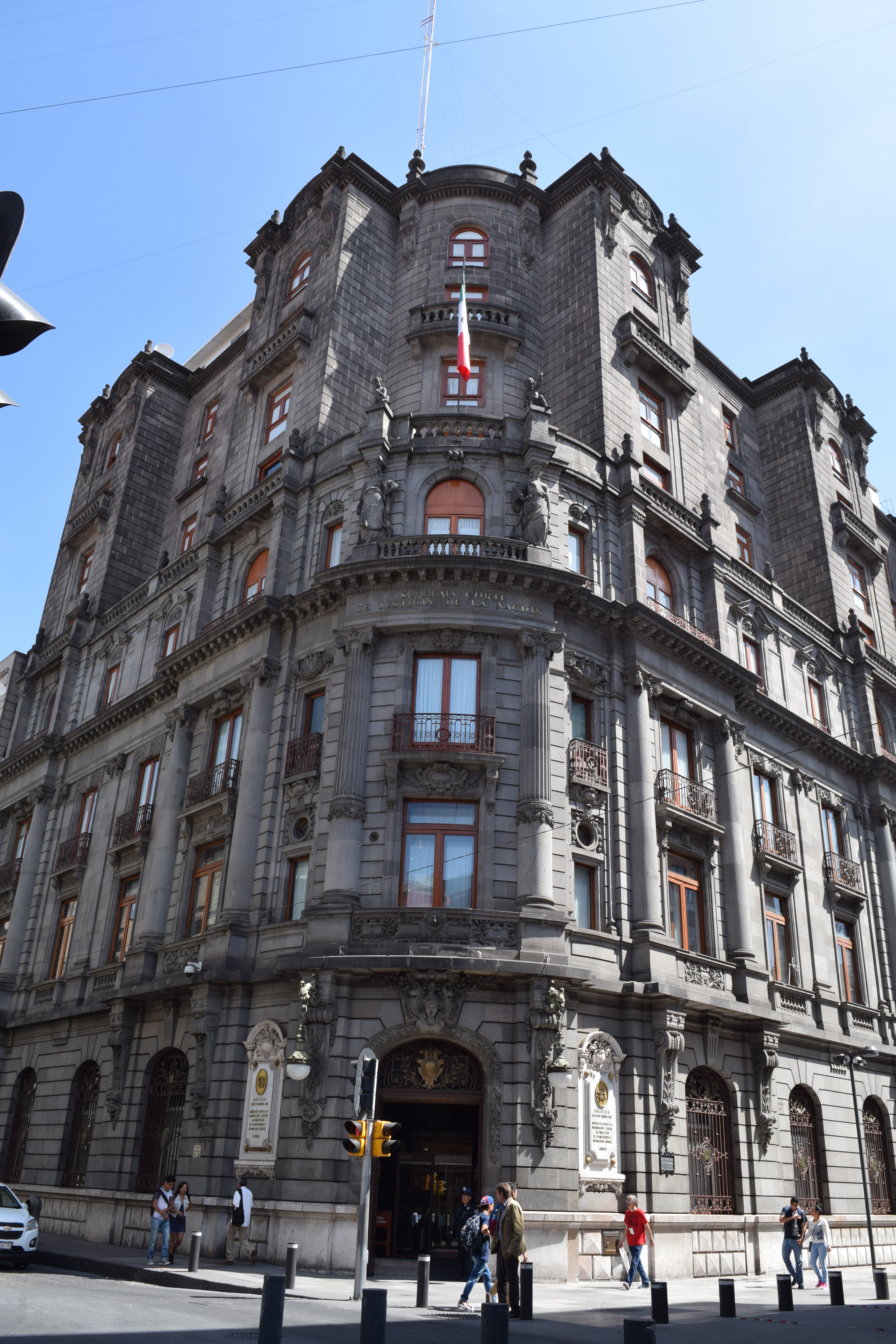
Banco de Londres y México en el Centro Histórico de la Ciudad de México.

El inicio de la banca en México ocurrió en 1864, cuando debido al apogeo inglés en América y en concreto en México, el banco británico  The Bank of London, Mexico and South America  o Banco de Londres, México y Sudamérica estableció una sucursal en la Ciudad de México. Este banco inició sus actividades sin ningún tipo de regulación bancaria por parte del gobierno mexicano. La ausencia de regulación se debió a que el Código de Comercio de 1854 no contenía ningún precepto relacionado con los bancos.  Así, con este vacío regulatorio, el banco inglés comenzó a emitir billetes sin concesión especial. Ya en el porfiriato, precisamente la cuestión de emisión de billetes, haría que en 1888 fusionara al Banco de Empleados, para aprovechar su concesión, y ya con permiso para emitir billetes de cobertura nacional, cambió su nombre a Banco de Londres y México.
El fundador del Banco de Londres y México fue Don Guillermo Newbold, quien negoció condiciones favorables para tener la exclusividad de implantarse como el único banco extranjero en el país. Progresivamente, Newbold fue creando una extensa red de agencias en las principales ciudades del país; asimismo, en poco tiempo abrió agencias en países como Cuba (La Habana) y en Victoria, la capital de la Columbia Británica. 
Según el documento conmemorativo del centenario de esta institución, el capital con el que se estableció en México era de diez millones de pesos. Las operaciones que ofrecía en el país eran préstamos con garantía, depósitos con intereses y cuentas corrientes.

### Banco Santa Eulalia
Más adelante, en 1875 bajo el decreto del 25 de noviembre, fue fundado el Banco Santa Eulalia  en el estado de Chihuahua por concesión otorgada al Sr. Francisco McManus, de origen norteamericano, concediéndosele también la facultad para emitir billetes. Inicialmente, esta facultad fue utilizada para una primera emisión de 50 mil pesos, teniendo el derecho de exención de impuestos por 12 años. La institución tuvo una segunda emisión en 1883, esta vez por 100 mil pesos y una exención por 10 años. Debido a su privilegio fiscal, la ganancia generada por el banco no debía ser mayor al diez por ciento anual. Para 1900, el Banco de Santa Eulalia se fusionó con el Banco Comercial Chihuahuense, que a su vez lo había hecho con el Minero de Chihuahua, que había comenzado a operar años antes.

## La banca de los gobiernos de Manuel González y Porfirio Díaz
En 1880 Porfirio Díaz terminó su cuatrienio y entregó la presidencia a Manuel González Flores. Era indispensable contar con una banca moderna, capaz de atraer inversiones extranjeras. En Francia había un sindicato de bancos, entre ellos el Banco Franco Egipcio interesado en abrir una institución en México. Además había varios mexicanos exiliados en París, que, como Antonio de Mier y Celis conservaron sus negocios en  la república. Ambos grupos se pusieron de acuerdo, pidieron al gobierno francés que reanudara las relaciones diplomáticas, rotas desde la caída del imperio de Maximiliano, y en 1881 enviaron a su secretario general, el banquero Edouard Noetzlin a  hacer las negociaciones de lo que sería el Banco Nacional Mexicano.
Por otro lado, en la Ciudad de México existía un grupo de comerciantes extranjeros, sobre todo españoles y mexicanos, interesados en hacer una institución bancaria libre, es decir atenido a la libertad de comercio que la Constitución y el Código de comercio aseguraban.

### Banco Nacional Mexicano
En el año de 1881 se otorgó la concesión para establecer el Banco Nacional Mexicano. Dicha concesión le fue otorgada al Banco Franco-Egipcio con sede en París. Esta concesión logró un precedente en términos de ordenar, en alguna medida, la anarquía que existía en materia bancaria y desde luego sentó las bases del sistema bancario mexicano. Su capital social se fijó en veinte millones de pesos como máximo y por primera vez se estableció el requisito de tener un mínimo de capital nacional, en este caso, el 20 por ciento. 
El suscriptor mayoritario es el Banco Franco-Egipcio y dentro de ese paquete están las acciones personales de Noetzlin. Entre los accionistas mexicanos destacan: Antonio de Mier y Celis y las familias de Teresa, descendientes del reconocido político y comerciante; los Fernández del Castillo, herederos del ministro de Hacienda de Santa Anna; y los hermanos Felipe, Francisco y Manuel de Yturbe, Félix Cuevas, Ángel Lerdo de Tejada, Antonio Escandón, sus hijos Eustaquio y Pablo; los juristas Pablo Macedo y Justino Fernández y Guillermo Landa y Escandón, entre otros.
Este banco contó también con la autorización para emitir billetes y fue pionero en realizar operaciones crediticias entre un banco y el gobierno, financiando a este último. El Banco inició operaciones en febrero de 1882.

### Banco Mercantil Mexicano
En marzo de 1882 el Banco Mercantil Mexicano fue inaugurado contando, principalmente, con capital español, aunque también lo hay francés, alemán y mexicano. Su capital social fue de cuatro millones de pesos. Entre sus principales accionistas estaban: José Gargollo, Manuel Ibáñez, presidente del Casino Español; los juristas Rafael Dondé e Indalecio Sánchez Gavito; el escritor José María Roa Bárcena, el geógrafo Antonio García Cubas, el comerciante Juan O'Gorman Noriega y los también accionistas del Banco Nacional José M. Bermejillo, presidente de la Compañía Trasatlántica Mexicana; Francisco de Yturbe, Eustaquio Barrón y la familia Escandón. Obsequiaron a Porfirio Díaz 100 acciones.

### El Código de comercio de 1884
Mientras México construía su sistema bancario, en Europa comenzó una crisis. En  Francia las quiebras proliferaron en 1882, cayeron las bolsas de valores en el continente y la recesión se agudizó por los impactos de la guerra anglo-bóer y los asesinatos del presidente estadounidense James A. Garfield y del zar Alejandro II de Rusia. A EE. UU. la recesión llegó en 1883 y poco después a México.
En marzo de 1883 una ola de rumores provocó una corrida contra los billetes del Banco Nacional Mexicano. Pagó a todos sus tenedores y como el Banco Mercantil y el de Londres los reciben, confiados en que el Franco-Egipcio puede reembolsar toda su circulación, salió bien librado. La situación hizo evidente que los Bancos Nacional y Mercantil Mexicanos se complementaban y debían fusionarse. Mientras se llevaron a cabo los trabajos para la fusión, en 1884 una pronunciada caída en Wall Street profundizó la crisis, que se contagió a México en abril cuando el Nacional Monte de Piedad enfrentó una corrida y no pudo pagar sus billetes.
El 20 de abril de 1884 se publicó el nuevo Código de comercio, que reglamentó a las instituciones bancarias y da marco legal al Banco Nacional de México, conforme a la concesión de 31 de mayo de 1884. Además, el Código de Comercio estableció algunos preceptos regulatorios en materia bancaria. Entre los principales estaban: 
- Que todo banco debía obtener autorización del Gobierno Federal y poseer un capital mínimo de 500 mil pesos y contar con una reserva metálica equivalente a la tercera parte del total de sus emisiones en billetes.
- Que debía publicar un balance mensual y un interventor oficial verificaría su funcionamiento.
- Los bancos extranjeros y los hipotecarios no tenían derecho a emitir billetes, y
- Sobre toda emisión de billetes se pagaría un impuesto de 5 por ciento.

### Banco Nacional de México
El Banco Nacional de México abrió sus puertas el 2 de junio de 1884 como consecuencia de la fusión entre el Banco Nacional Mexicano y el Banco Mercantil Mexicano. En aquel momento, contaba con 24 empleados en la Ciudad de México y sucursales en Mérida, Veracruz, Puebla, Guanajuato, San Luis Potosí y Guadalajara. En 1910, el banco poseía 33 sucursales y 24 agencias.
Tenía un capital social de 20 millones de pesos. Entre sus funciones estaban:  la emisión de billetes (únicos que el gobierno aceptaba en ese entonces para el pago de impuestos), el cobro de obligaciones fiscales y el manejo de una cuenta especial a cargo de la Tesorería General.
Adicionalmente, el banco manejaba en exclusiva las operaciones de deuda pública, interna y externa; operaciones bancarias relacionadas con los contratos en los que el ejecutivo interviniera; transacciones ordinarias de cambio, así como cobros y pagos en el extranjero. De esta forma, por un espacio de 30 años,  el Banco Nacional de México desempeñó dos papeles: el de banco comercial y el de banco de Estado.

### Banco Minero de Chihuahua
Debido al apogeo minero del Estado de Chihuahua,  las apariciones de instituciones bancarias continuaron en esa entidad. Así es como también en 1883 se establecieron el Banco Minero, el Banco de Chihuahua y el Banco Mexicano de Chihuahua. Los diferentes bancos estatales de emisión fueron fusionados, finalmente, en el Banco Minero de Chihuahua, el cual operó por cincuenta años. Fueron liderados por Enrique Creel Cuilty. Los empresarios de Chihuahua aprovecharon no solo sus buenas relaciones políticas con el presidente Gral. Porfirio Díaz, sino además les tocó vivir el gran auge económico que inició en 1880 y, un poco más tarde, inauguraron la llegada del ferrocarril a Chihuahua que se comunicaría con la capital del país de modo rápido y seguro.

### Banca porfirista
Después del cuatrienio de Manuel González, el gobierno de Porfirio Díaz continuó instrumentando grandes cambios, muchos de ellos económicos, que fomentaron la atracción de inversión extranjera, especialmente de origen estadounidense y europeo. Derivado de estas inversiones, fuente de crecimiento económico importante para México, se realizaron avances como la infraestructura para ferrocarriles y medios de comunicación como el teléfono, el telégrafo y la electricidad registrándose un considerable impulso a la industria nacional en general, la minería y la agricultura comercial, impulsando también el incremento de las exportaciones.  A nivel macroeconómico, se renegoció la deuda externa y se eliminó el déficit gubernamental. Como consecuencia de esta efervescente actividad económica y de operaciones financieras, se requería el fortalecimiento y regulación de la banca en el país. 
En 1896, José Ives Limantour, Secretario de Hacienda del gobierno de Porfirio Díaz,  inició los trabajos para expedir una ley bancaria que uniformara la función y operación de los bancos ya existentes y los nuevos, teniendo como antecedente el Código de Comercio de años anteriores. Para 1897 apareció la Ley de Instituciones de Crédito la cual consideró tres modelos bancarios: 
- Bancos de Emisión (Bancos de depósito y descuento con facultad de emitir billetes), con facultades para otorgar crédito a corto plazo.
- Bancos Refaccionarios, con facultades para otorgar crédito a mediano plazo.
- Bancos Hipotecarios, con facultades para otorgar crédito a largo plazo.

Se permitió en cada estado de la República la existencia ilimitada en el número de bancos y al mismo tiempo se prohibió que los billetes de bancos locales circularan por todo el país, razón por la cual las instituciones locales establecieron el Banco Central Mexicano en la Ciudad de México, el cual funcionó como una especie de cámara de compensación para intercambiar a la par, por pesos fuertes, los billetes que emitían sus asociados, o sea todos los bancos de los estados. 
En resumen, hasta antes de la Revolución de 1910, la estructura bancaria en México se conformaba por 24 bancos de emisión, de los cuales solo los billetes del Banco Nacional de México y del Banco de Londres podían circular en todo el país.  A estos dos bancos se les consideraba como bancos nacionales y podían abrir sucursales en todo el país. Los otros bancos autorizados para emitir billetes eran bancos locales y sus billetes solo podían circular en la entidad federativa en la que estuvieran adscritos. Adicionalmente, existían dos bancos hipotecarios y cinco bancos refaccionarios.